# François Vernet
Pour les articles homonymes, voir Vernet.
François Vernet, né le 6 août 1918 à Lyon (6e arrondissement) et mort à Dachau le 27 mars 1945, est un écrivain et un résistant français.

## Biographie
De son vrai nom Albert Sciaky, dit « le Zébu », François Vernet, né dans une famille juive originaire de Salonique, est responsable de la fabrication des faux papiers dans la zone nord, pour les Mouvements unis de la Résistance (MUR). Il est arrêté à Paris le 10 février 1944 (sous la fausse identité de Bernard Henri) par la Gestapo. Le lendemain, son ami Joseph Rovan qui se rendait chez lui est également arrêté. Ils sont tous deux déportés à Dachau le 2 juillet 1944 dans le même wagon du train de la mort (convoi n°7909).
Admis à l'École Normale Supérieure en 1938, il est très lié au milieu du théâtre et de la littérature ; ami de Roger Stéphane et de Chris Marker, il est également proche de Maurice Sachs, comme le rapporte Patrick Modiano dans la préface des Nouvelles peu exemplaires qui le cite dans plusieurs de ses romans. Joseph Rovan décrit François Vernet avec admiration et tendresse en jeune homme érudit et fantasque
Il meurt à 27 ans et cependant restent de lui cinq livres, dont trois posthumes. En 1938, il publie son premier roman, à 20 ans, Ce bon temps, qui a été souvent comparé à La Conspiration : s'y fait entendre, comme chez Paul Nizan, à travers les portraits de jeunes étudiants, une critique acerbe de la bourgeoisie française et une peinture drôle et cruelle de la famille. Il donne du Paris des années 1930 une image poétique et inédite. C'est en 1946 que parait la suite et fin de Ce bon temps sous le titre Les Amateurs de spectacle, un roman qui a, entre autres, pour thème les approches diverses, douloureuses, de la sexualité et de l'adolescence par un petit groupe de jeunes gens.
Vous ne mourrez nullement, mythe romanesque, paraît en 1944 aux Éditions du Sagittaire, après son arrestation ; Joseph Rovan raconte dans Les Contes de Dachau que ce livre, édité à Marseille, lui a été apporté par un déporté arrivant de France, alors que François Vernet mourait du typhus  au revier.
Vous ne mourez nullement; mythe romanesque est un roman enjoué : il y est question des amours contrariées d'un démon qui poursuit un jeune homme de ses assiduités diaboliques; s'ensuit un voyage trépidant dans des pays extraordinaires dotés de lois assez surréalistes.
Ses derniers livres seront édités après sa mort : Nouvelles peu exemplaires (sept nouvelles, dont El Desdichado et Le Trou), en 1944 . Lors de la ré-édition de ce livre par les éditions Tirésias, François Maspéro en fera une critique importante sous le titre Pied de nez à Vichy, dans le Monde des Livres du  6 juin 2002.
Après la guerre, des poésies, que François Vernet avait gravées avec un clou sur les murs de sa cellule pendant son incarcération à Fresnes ont été retrouvées et relevées, comme nombre de graffitis et de messages laissés par les prisonniers résistants ; ce sont des petites comptines fantaisistes et graves au rythme rapide, en vers de six syllabes qui rappellent Verlaine ou les nursery rhymes anglaises. À Dachau, il continua également ces couplets que ses amis déportés mémorisèrent et transmirent. Chris Marker cite ces Quatrains de Fresnes dans la partie Guerre du cédérom Immemory créé en 1997 et écrit : « Et comme François Vernet semble totalement oublié des professionnels de la mémoire, je transcris ici quatre de ces petits poèmes qu'il écrivit à Fresnes avec la noblesse du sarcasme et qui étrangement ont survécu. ».

## Œuvres
- Ce bon temps, roman, Gallimard, 1938.
- Les Amateurs de spectacle, Le Sagittaire, 1946
- Nouvelles peu exemplaires, (préf. Patrick Modiano), (préf. et postface Yéfime), Paris, Éditions Tirésias, 2004.
- Vous ne mourrez nullement, mythe romanesque, Marseille, Le Sagittaire, 1944
- Comptines sur l'éventail de la mort, P. Laleure, Les Carnets de Baudasser, à Ambialet , 1974.
- In Liberté Jeunesse : les Quatrains de Fresnes, Édition du Félin, 2008.

### Sources
- Patrick Modiano, Dora Bruder, Gallimard, 1997.
- Joseph Rovan, Mémoires d'un Français qui se souvient d'avoir été allemand, Le Seuil,  (ISBN 978-2-0202-0224-4).
- Patrick Lienhardt et Olivier Philipponnat, Roger Stéphane : enquête sur un aventurier, Paris, Grasset, 2004,  (ISBN 2-2465-2901-8).